# Michael Rosenbaum
Michael Rosenbaum (Oceanside, 11. srpnja 1972.), američki glumac židovskog porijekla
Odrastao je u Newburghu, (Indiana). Trenutno živi u Los Angelesu. Glumi Lexa Luthora u TV serijalu o Supermanovoj mladosti Smallville, zbog kojeg je i osvojio nagradu Saturn za najboljeg sporednog glumca na televiziji.

## Televizijske serije
- The Tom Show (1997. godine)
- Zoe, Duncan, Jack & Jane (1999. – 2000. godine) (kao Jack)
- Smallville (2001.-) (kao Lex Luthor)

## Filmovi
- Ponoć u vrtu dobra i zla (1997. godine)
- The Day I Ran Into All My Ex-Boyfriends (1997. godine)
- Urban Legend (1998. godine)
- Eyeball Eddie (2000. godine)
- Rave Macbeth (2001. godine)
- Slatki studeni (2001. godine)
- Poolhall Junkies (2001. godine)
- Sorority Boys (2002. godine)
- G-S.P.O.T. (2002. godine)

## Animirani filmovi i serije
- Batman Beyond (1999. godine) (razni likovi)
- Justice League (2001.-...) (kao The Flash)
- The Zeta Project (2001. godine) (kao agent West)
- Static Shock (2000.-...) (gost pojavljivanje kao The Flash u epizodi 2003. godine)
- Batman Beyond: Return of the Joker